# 斎藤公正
斎藤 公正（さいとう こうせい、1918年11月1日 - 1974年2月15日）は、池上通信機創業者。神奈川県出身。
慶應義塾大学経済学部卒業後、大日本帝国海軍主計科に入り、海軍経理学校でも学んだ。横須賀鎮守府、大湊海軍航空隊、滋賀海軍航空隊で主計長を務め、終戦時は主計少佐であった。
1946年、池上通信機材製作所（現・池上通信機）を設立。一代で一流メーカーに育て上げた。
1974年2月15日、神奈川県藤沢市の江の島ヨットハーバー前の駐車場を乗用車で二・三周した後、料金所脇から猛スピードで岸壁に衝突し、死亡した。労働組合の問題で悩んでおり、自殺ではないかとされている。